# Hanna Ballhaus
Hanna Ballhaus (* 1982 in Göttingen) ist eine deutsche Basketballtrainerin.

## Laufbahn
Ballhaus wuchs in Göttingen auf und begann dort auch ihre Trainerlaufbahn. In der Saison 2008/09 betreute sie die Damen der BG Rotenburg/Scheeßel (damals 2. Regionalliga), zwischen 2009 und 2011 war sie Cheftrainerin der Zweitliga-Damen vom Osnabrücker SC. 2010 gewann der OSC unter Ballhaus’ Leitung die Vizemeisterschaft in der 2. Bundesliga Nord und 2011 den Meistertitel. Im Anschluss an den Erfolg entschied sich der Verein zur Trennung von Ballhaus, weil für die erste Liga ein erfahrener Trainer verpflichtet werden sollte.
Im Spieljahr 2011/12 war sie als Trainerin beim MTV Treubund Lüneburg beschäftigt und betreute unter anderem die Herrenmannschaft des Vereins in der 2. Regionalliga.
2012 trat sie das Traineramt beim Verein Girls Baskets Regio 38 im Großraum Braunschweig/Wolfenbüttel an. 2016 führte sie die U17 des Vereins zum Gewinn der deutschen Meisterschaft. Parallel dazu war sie Cheftrainerin beim Damen-Zweitligisten Wolfpack Wolfenbüttel, der 2015 unter ihrer Führung das Halbfinale der Meisterrunde und 2016 die Vizemeisterschaft in der 2. Bundesliga Nord erreichte. Im Mai 2016 gab sie ihren Abschied aus Niedersachsen bekannt und wechselte nach Spanien. Dort war Ballhaus bis 2018 beim Damen-Zweitligisten Club Baloncesto Aros León als Co-Trainerin sowie darüber hinaus als Trainerin im Jugendbereich tätig.
Im Juni 2018 gab Damen-Bundesliga-Rückkehrer USC Eisvögel Freiburg Ballhaus’ Verpflichtung als Cheftrainerin bekannt. Nach zwei Jahren in diesem Amt wechselte sie in Freiburg auf den Posten der Co-Trainerin und Nachwuchsleiterin. Sie einigte sich mit Freiburg auf die Trennung am Ende der Saison 2020/21. Sie wurde anschließend in Hamburg bei einem Unternehmen für Sportvermarktung tätig. 2025 trat Ballhaus beim spanischen Basketballverband FEB das Amt der Wettbewerbsdirektorin an.

### Nationalmannschaft
2017 arbeitete Ballhaus als Bundestrainerin der weiblichen U18-Nationalmannschaft und führte die Auswahl zum Gewinn der B-Europameisterschaft. 2018 war sie als Bundestrainerin für die weibliche U20-Auswahl Deutschlands zuständig.